# Pedro Gallardo
Pedro Gallardo (2 maggio 1969) è un ex calciatore venezuelano, di ruolo attaccante.